# Ponihovo
Ponihovo es un pueblo ubicado en el territorio de Zenica, en el cantón de Zenica-Doboj, Bosnia y Herzegovina.

## Superficie
Posee una superficie de 2,82 kilómetros cuadrados.

## Demografía
Hasta 1991 la población era de 71 habitantes.